# جوني بي. مور
جوني بي. مور (بالإنجليزية: Johnny B. Moore)‏ هو مغني وكاتب أغاني أمريكي، ولد في 24 يناير 1950.

## وصلات خارجية
- جوني بي. مور على موقع ميوزك برينز (الإنجليزية)
- جوني بي. مور على موقع ديسكوغز (الإنجليزية)